# Roelofarendsveen
Roelofarendsveen is een dorp in de gemeente Kaag en Braassem, in de Nederlandse provincie Zuid-Holland. Het gemeentehuis van de gemeente Kaag en Braassem staat in Roelofarendsveen. Het dorp had 9.900 inwoners (2023). Inwoners van het dorp noemen zichzelf Veenders en korten de naam van het dorp vaak af tot "De Veen".

## Algemeen
Roelofarendsveen levert 25% van de Nederlandse tulpenproductie, en heeft een jaarlijks bloemencorso. Op de plaatselijke watertoren uit 1932 zijn sinds 1986 grote afbeeldingen van tulpen aangebracht. Het dorp wordt dan ook wel 'de tulp van de Randstad' genoemd.
Het belangrijkste evenement dat in Roelofarendsveen wordt gehouden is de "Veense kermis" (waarvan het bloemencorso een onderdeel is). Deze kermis wordt doorgaans in het derde weekend van september georganiseerd en wordt omlijst door tal van (oud-Hollandse) activiteiten en drinkgelag.
Sinds 2000 had de Vaste Keurings Commissie haar hoofdkwartier in Roelofarendsveen.

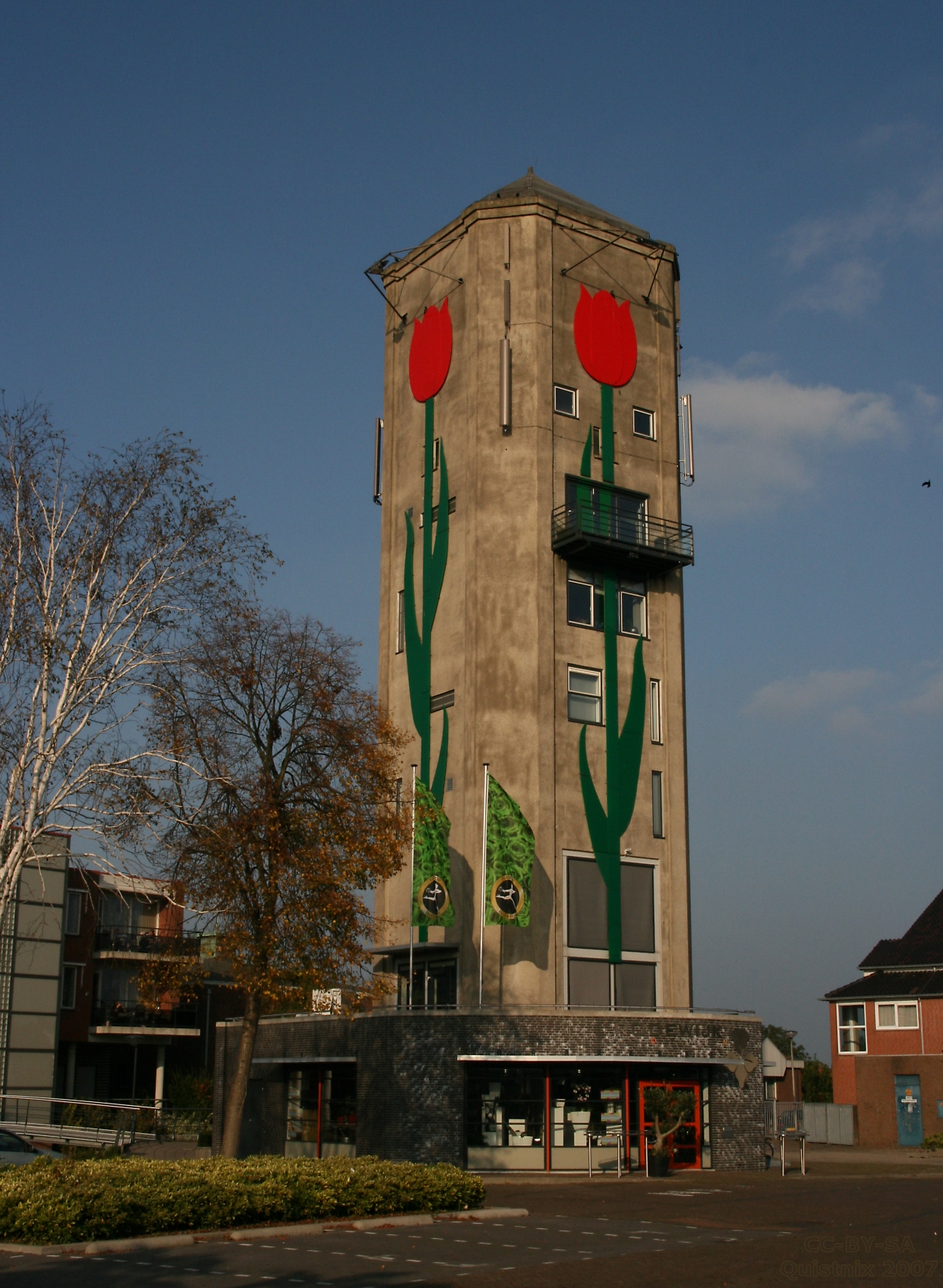
Watertoren van Roelofarendsveen

## Spoorlijn
Op 3 augustus 1912 werd te Roelofarendsveen een station geopend aan de Haarlemmermeerspoorlijn Hoofddorp - Leiden. Per 1 januari 1936 werd de lijn, en daarmee ook station Roelofarendsveen, weer gesloten. Ten westen van Roelofarendsveen lag eveneens de stopplaats Fransche Brug aan dezelfde spoorlijn.

## Culturele verwijzingen
Roelofarendsveen wordt genoemd in een liedje uit Kunt u mij de weg naar Hamelen vertellen, mijnheer? van Rob de Nijs (De trol van Roelofarendsveen) en in het nummer Never Waddinxveen van Youp van 't Hek. Ook word Roelofarendsveen als de thuisbasis genoemd van het fictieve bedrijf Klokko in de sketches van het Klokhuis. Het dorp was lange tijd de woonplaats van Joop Doderer, die er in 2005 overleed. Opmerkelijk is dat ook acteur Lou Geels, bekend geworden door zijn rol van veldwachter Bromsnor in de tv-serie Swiebertje, in het dorp is overleden. Ook Bart Spring in 't Veld (winnaar eerste Big Brother) en zwemster Femke Heemskerk (Olympisch en wereldkampioen estafettezwemmen) waren bekende inwoners.

## Sport
Fusieclub EMM '21 is sinds 2021 de enige voetbalvereniging van Roelofarendsveen. Sinds 1970 wordt in het dorp jaarlijks de Braassemloop georganiseerd, dit is een hardloopwedstrijd met 4 afstanden variërend van 1 tot 15 km. Sinds 2013 gaat het parcours van de Leiden Marathon door het dorp heen.   

## Geboren in Roelofarendsveen
- Karel Roskam (1931-2010), radiocommentator
- Alex Turk (1975), striptekenaar van onder andere Mevrouw de Heks
- Bart Spring in 't Veld (1976), winnaar eerste Big Brother in 1999
- Kirsten Verdel (1978), politica en schrijfster
- Rik Elstgeest, (1979), ook bekend onder de naam Eckhardt, zanger, singer-songwriter, drummer, theatermaker en acteur.
- Claudia van den Heiligenberg (1985), voetbalster
- Bobbie Koek (1985), actrice
- Femke Heemskerk (1987), zwemster
- Renz Rotteveel (1989), langebaanschaatser

## Overleden in Roelofarendsveen
- Lou Geels (1908-1979), acteur (o.a. Bromsnor in Swiebertje)
- Joop Doderer (1921-2005), acteur (o.a. Swiebertje)

## Monumenten
- Googermolen (1717), poldermolen
- Veendermolen (1830/1934), poldermolen

Zie ook
- Lijst van rijksmonumenten in Roelofarendsveen
- Lijst van gemeentelijke monumenten in Roelofarendsveen

## Foto's

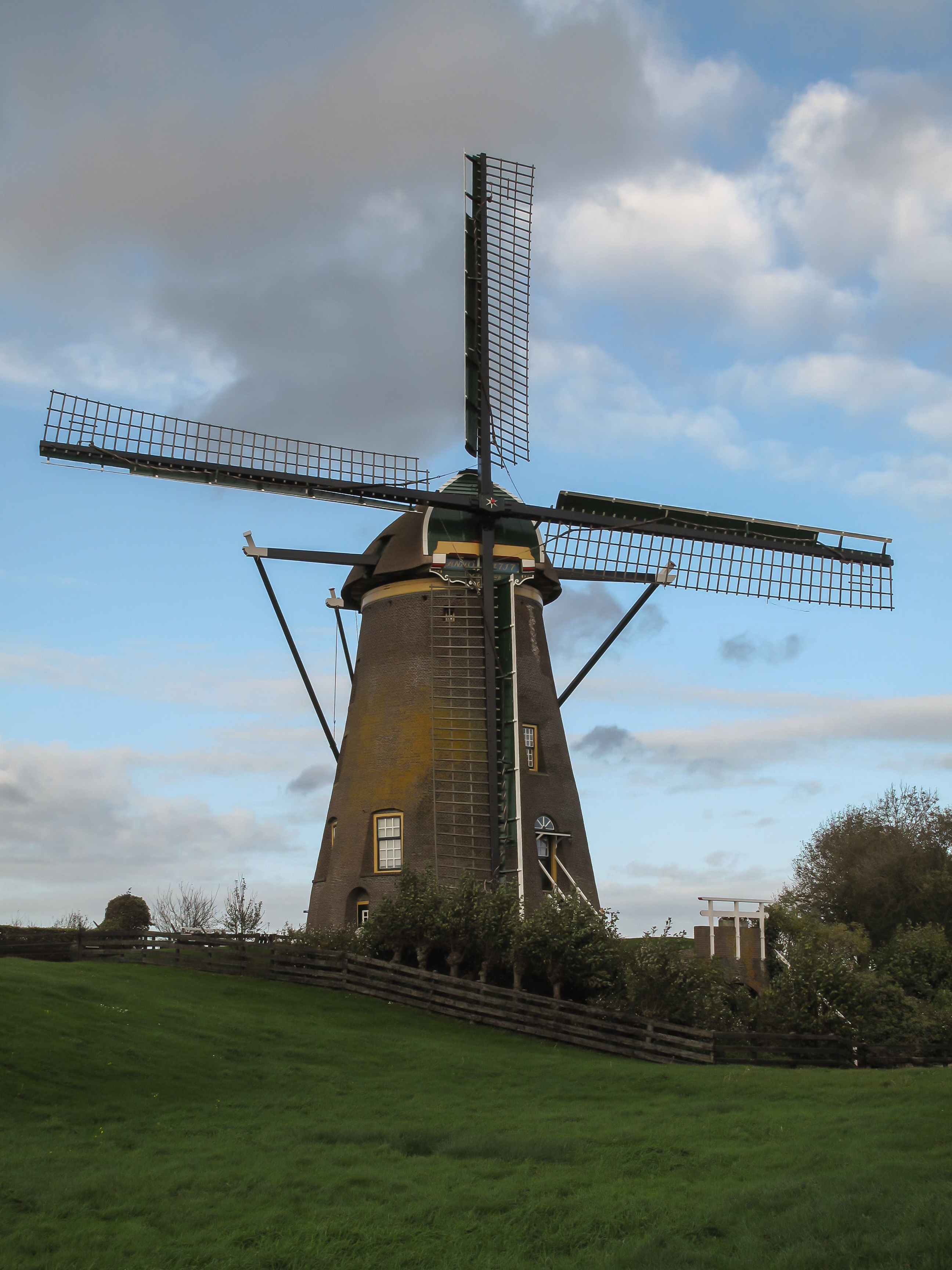
molen
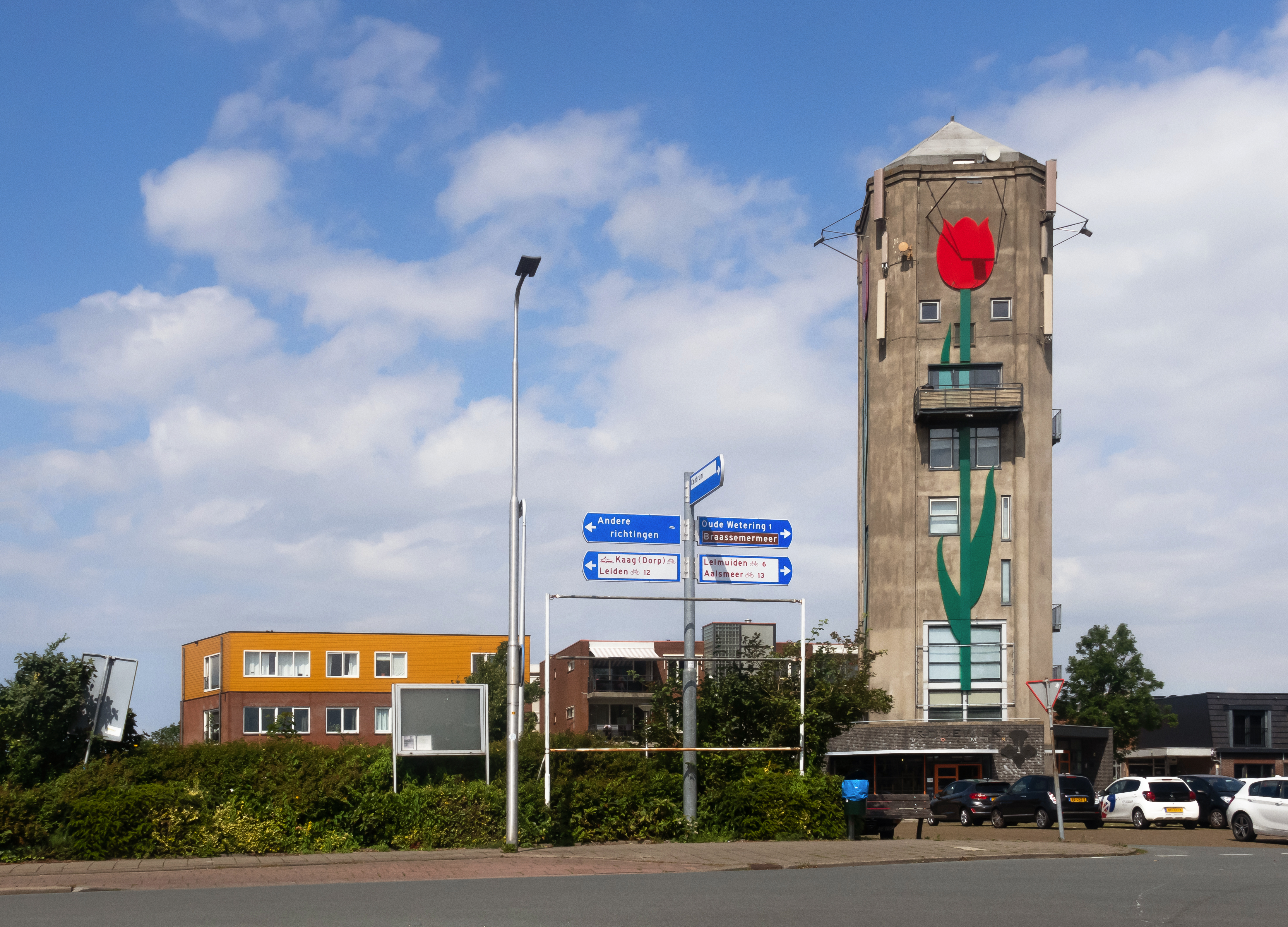
watertoren in straatzicht
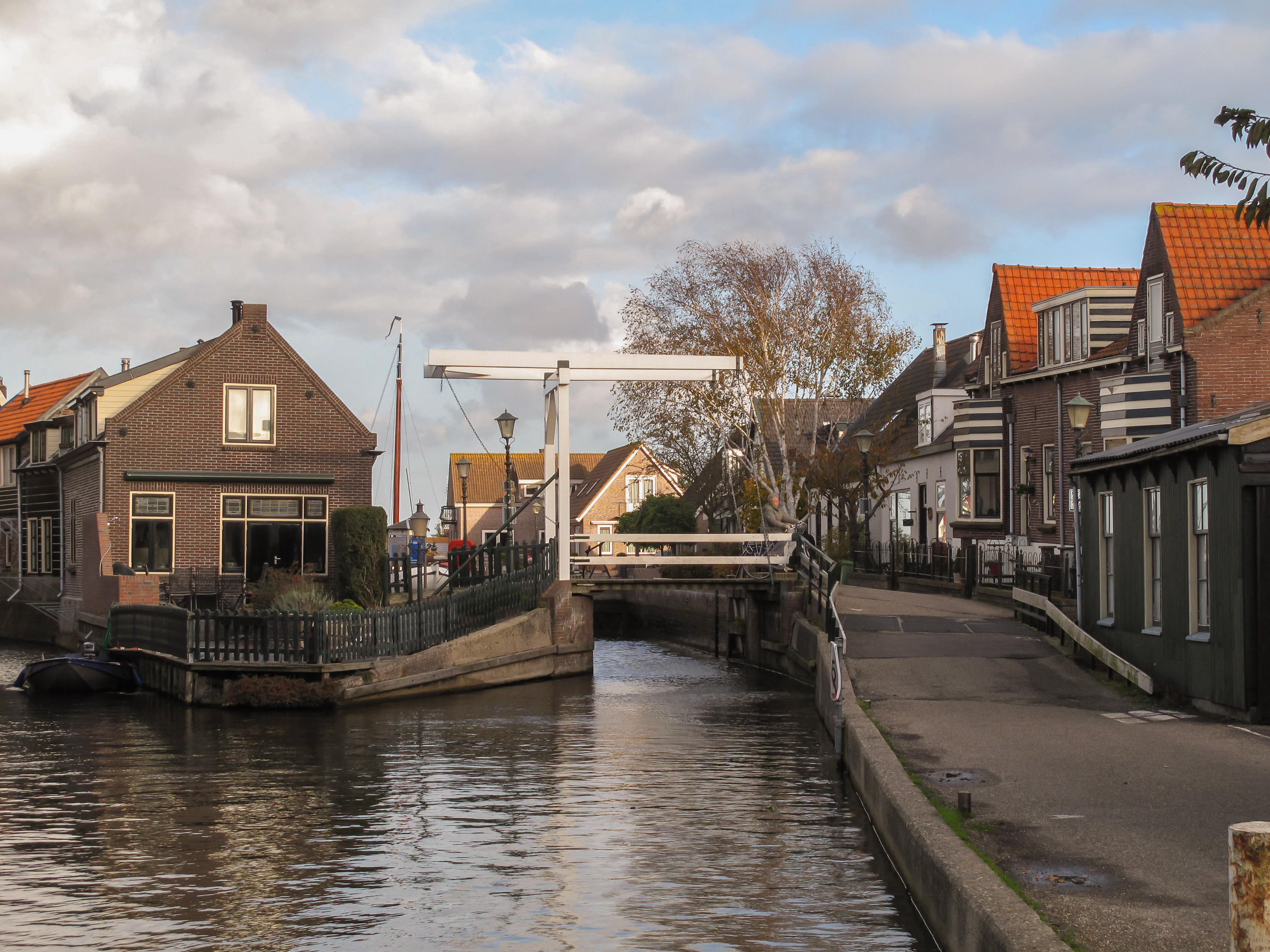
straatzicht met bruggetje
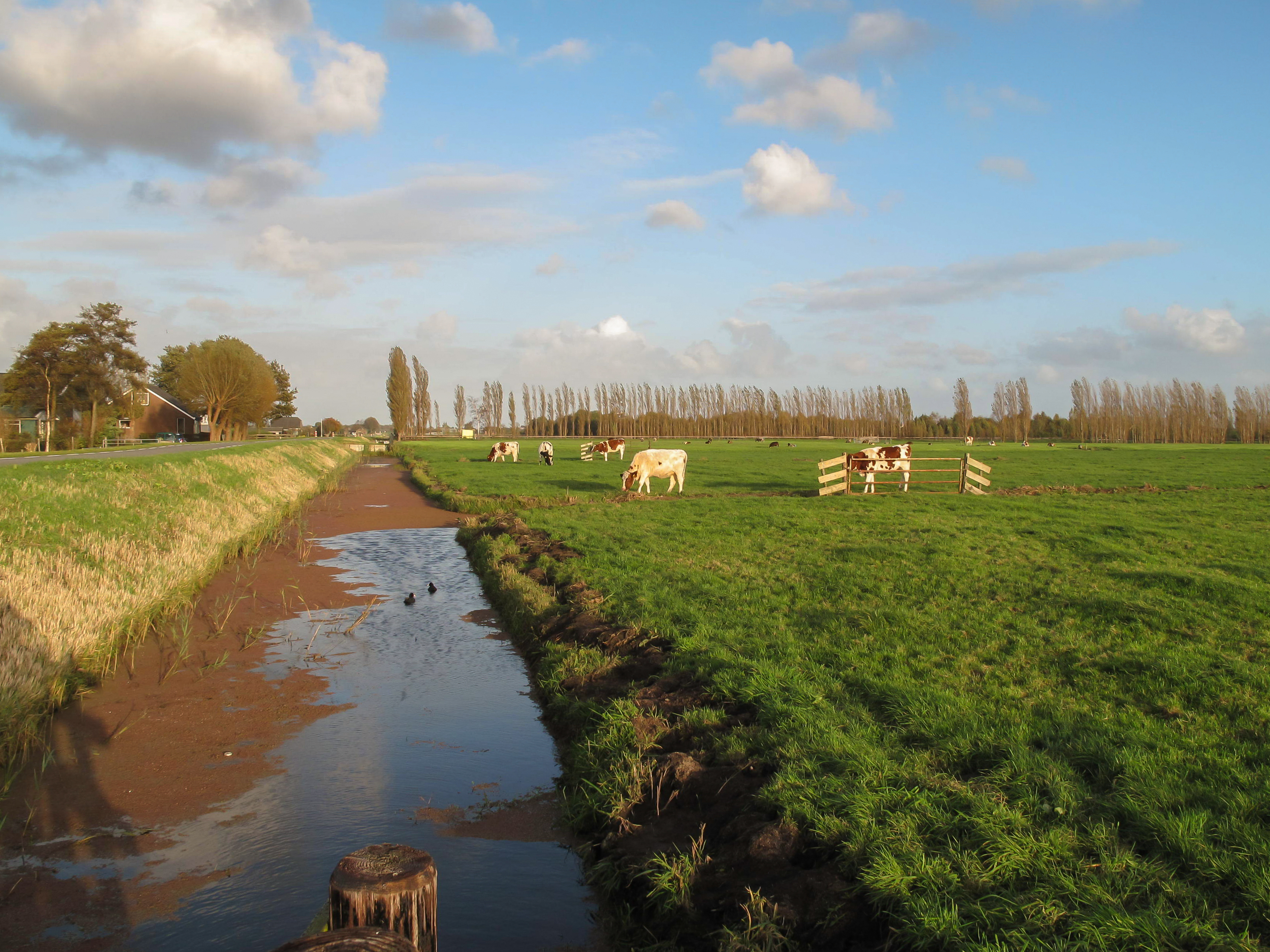
polder-panorama